# Michel Kaltack
Michel Kaltack (sinh ngày 12 tháng 11 năm 1990) là cầu thủ bóng đá người Vanuatu chơi ở vị trí tiền vệ.

## Sự nghiệp
Anh từng chơi cho đội Erakor Golden Star và Tafea F.C. tại giải Vanuatu Premia Divisen trước khi chuyển sang đội PRK Hekari United vào năm 2012. Sau đó nửa năm, anh quay lại câu lạc bộ cũ Erakor Golden Star và trở thành đội trưởng.

## Thi đấu quốc tế
Anh là thành viên của đội tuyển quốc gia Vanuatu.